# 山下幸内
山下 幸内（やました こうない、生没年不詳）は、江戸時代中期の浪人。
紀州藩の浪人で江戸麻布青山周辺に居住し、謙信流軍学者であると言われているが詳細は不詳。1721年（享保6年）、幸内は目安箱に諫書を投稿したが、これが世に言う山下幸内上書であり、享保の改革を批判した内容である。特に経済政策では、奢侈禁令のみを強制するのは金銀流通を停滞させ、市民救済する政策ではないと批判し、また8代将軍徳川吉宗が紀州藩主時代に施行していた小政策は天下の大局には適用出来ないと決め付けた。
これは当時の政局担当者の関心を集め、町奉行・寺社奉行・勘定奉行のいわゆる三奉行は上書を書写保存をした。
また、寛政改革の際、老中松平定信は、上書を諸老中に提示し、彼らの意見を求める等大きな影響を与えた。

## 演じた俳優
- 浜畑賢吉 - 「吉宗評判記 暴れん坊将軍」（1978年、テレビ朝日）
- 北村和夫 - 「八代将軍吉宗」（1995年、NHK）
- 大出俊 - 「暴れん坊将軍VII」（1996年、テレビ朝日）